# Тетерінген
Тетерінген (нід. Teteringen) — село в нідерландській провінції Північний Брабант. Входить до муніципалітету Бреда.
До 1997 року мало статус окремого муніципалітету.